# Valérie Pineau-Valencienne
 (octobre 2014).
Si vous disposez d'ouvrages ou d'articles de référence ou si vous connaissez des sites web de qualité traitant du thème abordé ici, merci de compléter l'article en donnant les références utiles à sa vérifiabilité et en les liant à la section « Notes et références ».
Valérie Pineau-Valencienne, née en 1965, est une blogueuse française, auteur d’un ouvrage auto-biographique plusieurs fois réédité (2000-2003), et qui fut suivi par deux romans (en 2009 et 2011).

## Biographie
Valérie Pineau-Valencienne est née le 10 janvier 1965. Elle souffrait d’épilepsie depuis la naissance. Voulant en donner un témoignage public, elle écrit son premier livre en 2000, Une cicatrice dans la tête. Ce livre auto-biographique de 218 pages raconte sa vie avec l'épilepsie depuis l'enfance jusqu'à sa guérison.
Ce livre lui a d’ailleurs apporté le prix de l'humanisme médical au salon de médecine (MEDEC) en 2001. Elle a également écrit pour France 5 un documentaire en 2004, tiré de son témoignage et intitulé une cicatrice au cerveau, réalisé par Karin Dusfour,.

## Œuvres
- Une cicatrice dans la tête, livre auto-biographique 2003.
- Chronos blues, roman, 2009.
- Que reste-t-il de nos divorces ?, roman, 2011? co-écrit avec Corinne Bellier.
- Belles à tout prix, roman, Albin Michel, 2023.